# Maurice Letchford
Maurice Letchford   (Pretòria, 27 d'agost de 1908 - Durban, 15 d'agost de 1965) va ser un lluitador canadenc, especialista en lluita lliure, que va competir entre les dècades de 1920 i 1940.
El 1928 va prendre part en els Jocs Olímpics d'Amsterdam, on guanyà la medalla de bronze en la competició del pes wèlter del programa lluita lliure.
El 1932 passà al professionalisme i continuà lluitant fins a finals de la dècada de 1940. En retirar-se es dedicà a promocionar la lluita fins a la seva mort.